# Qualificazioni al campionato mondiale di calcio 2022 - AFC - terza fase - girone A

## Classifica
| Squadra             | P.ti | G  | V | P | S | RF | RS | DR  |
| ------------------- | ---- | -- | - | - | - | -- | -- | --- |
| Iran                | 25   | 10 | 8 | 1 | 1 | 15 | 4  | +11 |
| Corea del Sud       | 23   | 10 | 7 | 2 | 1 | 13 | 3  | +10 |
| Emirati Arabi Uniti | 12   | 10 | 3 | 3 | 4 | 7  | 7  | 0   |
| Iraq                | 9    | 10 | 1 | 6 | 3 | 6  | 12 | -6  |
| Siria               | 6    | 10 | 1 | 3 | 6 | 9  | 16 | -7  |
| Libano              | 6    | 10 | 1 | 3 | 6 | 5  | 13 | -8  |

## Risultati

### 1ª giornata
| Seul 2 settembre 2021, ore 20:00 UTC+9 | Corea del Sud   | 0 – 0 referto | Iraq | Seoul World Cup Stadium\| Arbitro: \| Nawaf Shukralla \| |
| Arbitro:                               | Nawaf Shukralla |               |      |                                                          |

| Arbitro: | Ryuji Sato |

|                 |           |  |
| Jahanbakhsh 56’ | Marcatori |  |

| Dubai 2 settembre 2021, ore 20:45 UTC+4 | Emirati Arabi Uniti | 0 – 0 referto | Libano | Stadio Zabeel\| Arbitro: \| Ning Ma \| |
| Arbitro:                                | Ning Ma             |               |        |                                        |

### 2ª giornata
| Arbitro: | Ryuji Sato |

|                     |           |  |
| Kwon Chang-hoon 59’ | Marcatori |  |

| Arbitro: | Ahmed Al-Kaf |

|              |           |              |
| Al Baher 64’ | Marcatori | 12’ Mabkhout |

| Arbitro: | Ma Ning |

|  |           |                                          |
|  | Marcatori | 3’ Jahanbakhsh 69’ Taremi 90’ Gholizadeh |

### 3ª giornata
| Arbitro: | Abdulrahman Al Jassim |

|                                     |           |             |
| Hwang In-beom 48’ Son Heung-min 89’ | Marcatori | 84’ Kharbin |

| Doha 7 ottobre 2021, ore 17:30 UTC+3 | Iraq             | 0 – 0 referto | Libano | Stadio Internazionale Khalifa\| Arbitro: \| Turki Al Khudair \| |
| Arbitro:                             | Turki Al Khudair |               |        |                                                                 |

| Arbitro: | Chris Beath |

|  |           |            |
|  | Marcatori | 70’ Taremi |

### 4ª giornata
| Arbitro: | Ahmed Al-Kaf |

|                 |           |                   |
| Jahanbakhsh 76’ | Marcatori | 48’ Son Heung-min |

| Arbitro: | Chris Beath |

|                         |           |                             |
| Kharbin 20’ Al Soma 64’ | Marcatori | 45+1’, 45+3’ Kdouh 53’ Saad |

| Arbitro: | Ryuji Sato |

|                         |           |                                 |
| Caio 33’ Mabkhout 90+3’ | Marcatori | 74’ (aut.) Al-Attas 89’ Hussein |

### 5ª giornata
| Arbitro: | Ma Ning |

|                           |           |  |
| Hwang Hee-chan 36’ (rig.) | Marcatori |  |

| Arbitro: | Abdulrahman Al Jassim |

|          |           |                               |
| Saad 37’ | Marcatori | 90+1’ Azmoun 90+5’ Nourollahi |

| Arbitro: | Nawaf Shukralla |

|                      |           |             |
| Al-Ammari 86’ (rig.) | Marcatori | 79’ Al Soma |

### 6ª giornata
| Arbitro: | Shaun Evans |

|  |           |              |
|  | Marcatori | 85’ Mabkhout |

| Arbitro: | Ilgiz Tantashev |

|  |           |                                                        |
|  | Marcatori | 33’ Lee Jae-sung 74’ Son Heung-min 79’ Jeong Woo-yeong |

| Arbitro: | Ma Ning |

|  |           |                                              |
|  | Marcatori | 33’ Azmoun 42’ (rig.) Hajsafi 79’ Gholizadeh |

### 7ª giornata
| Arbitro: | Ahmed Al-Kaf |

|  |           |                    |
|  | Marcatori | 45+1’ Cho Gue-sung |

| Arbitro: | Chris Beath |

|            |           |  |
| Taremi 48’ | Marcatori |  |

| Arbitro: | Ilgiz Tantashev |

|                          |           |  |
| Caio 43’ Al Ghassani 70’ | Marcatori |  |

### 8ª giornata
| Arbitro: | Adham Makhadmeh |

|             |           |             |
| Sabra 45+2’ | Marcatori | 40’ Hussein |

| Arbitro: | Ryuji Sato |

|  |           |                                    |
|  | Marcatori | 53’ Kim Jin-su 71’ Kwon Chang-hoon |

| Arbitro: | Ahmed Al-Kaf |

|            |           |  |
| Taremi 44’ | Marcatori |  |

### 9ª giornata
| Arbitro: | Chris Beath |

|                                        |           |  |
| Son Heung-min 45+2’ Kim Young-gwon 63’ | Marcatori |  |

| Arbitro: | Abdulrahman Al Jassim |

|  |           |                                                 |
|  | Marcatori | 14’ Al Dali 38’ (rig.) Mardikian 44’ Al-Marmour |

| Arbitro: | Ma Ning |

|         |           |  |
| Ali 53’ | Marcatori |  |

### 10ª giornata
| Arbitro: | Fu Ming |

|                            |           |  |
| Azmoun 35’ Jahanbakhsh 72’ | Marcatori |  |

| Arbitro: | Ahmed Al Kaf |

|               |           |  |
| Al-Maazmi 54’ | Marcatori |  |

| Arbitro: | Ryuji Sato |

|             |           |             |
| Al Dali 54’ | Marcatori | 31’ Hussein |

## Classifica marcatori
4 reti
- Alireza Jahanbakhsh
- Mehdi Taremi

3 reti
- Son Heung-min (1 rig.)
- Ali Mabkhout (1 rig.)
- Sardar Azmoun
- Ayman Hussein

2 reti
- Kwon Chang-hoon
- Caio
- Ahmad Nourollahi
- Soony Saad
- Alaa Al Dali
- Omar Al Soma
- Omar Kharbin

1 rete
- Hwang Hee-chan (1 rig.)
- Hwang In-beom
- Cho Gue-sung
- Kim Jin-su
- Kim Young-gwon
- Yahya Alghassani
- Harib Al-Maazmi
- Ali Gholizadeh
- Ehsan Hajsafi (1 rig.)
- Amir Al-Ammari (1 rig.)
- Hussein Ali Al-Saedi
- Maher Sabra
- Mohamad Kdouh
- Mahmoud Al Baher
- Mardik Mardikian
- Mohammad Al-Marmour

Autoreti
- Mohammed Al-Attas (1, pro  Iraq)